# Ford BF Falcon
La Ford BF Falcon è un'autovettura full-size prodotta dalla Ford Motor Company of Australia dal 2005 al 2010. Si tratta dell'ultima iterazione della berlina australiana ad essere disponibile anche in versione giardinetta.

## Storia
Nell'Ottobre del 2005 viene lanciata l'ultima versione della sesta generazione della Falcon, la Ford Falcon BF. Rispetto alla precedente BA le modifiche sono perlopiù tecniche e di dotazioni, pur cambiando pochissimo secondo il livello estetico (è stato ridisegnato solo il paraurti anteriore). Le modifiche più importanti avvengono alla centralina del motore, al sistema di alzata variabile delle valvole sui 6 cilindri in linea ed altri piccoli cambiamenti al V8 monoalbero permettono alla Falcon di rientrare nella normativa Euro 3. La Ford introduce anche un più moderno cambio automatico a 6 marce di produzione ZF in alternativa al vecchio automatico a 4 marce risalente agli anni ottanta. A richiesta è disponibile l'ESP.

## Versioni e allestimenti
La Falcon è disponibile nelle versioni XT e Futura, nelle versioni sportive XR6, XR6 Turbo e XR8 e, infine, nelle lussuose Fairmont e Fairmont Ghia. Tutte le Falcon hanno di serie la carrozzeria berlina a tre volumi, quattro porte. La Falcon XT e la Futura sono disponibili anche con carrozzeria station wagon. Le sportive XR6, XR6 Turbo ed XR8 possono avere anche la carrozzeria pick up (la prima addirittura quella di autocarro cassonato). Gli allestimenti per quest'ultimo tipo di carrozzeria (denominata Falcon Ute) sono XL, XLS e RTV (dotata di una caratterizzazione off-road), disponibili come pick-up o autocarro cassonato. 
Nel febbraio 2006 a questi allestimenti si aggiungerà la versione SR, dotata di equipaggiamenti leggermente più ricchi rispetto a quelli della versione base XT.

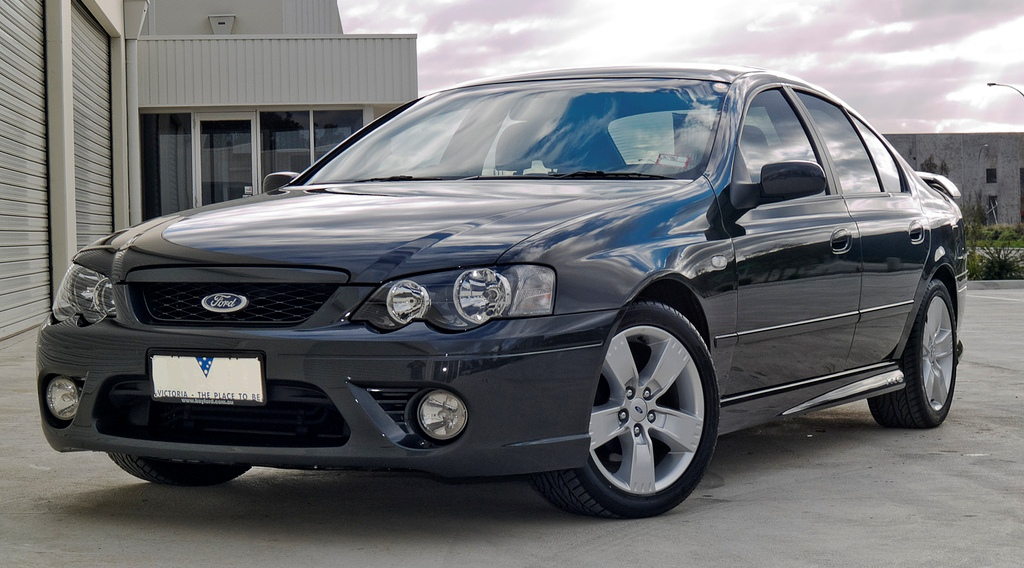
Ford BF Falcon XR6
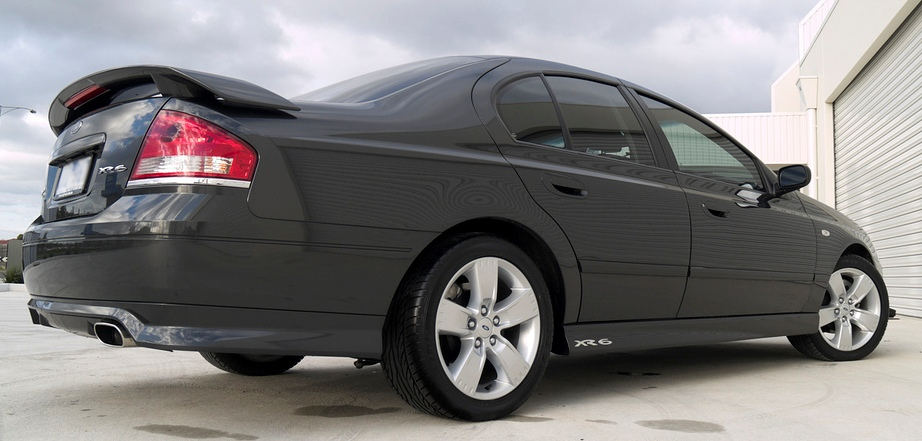
Vista posteriore della Ford BF Falcon XR6
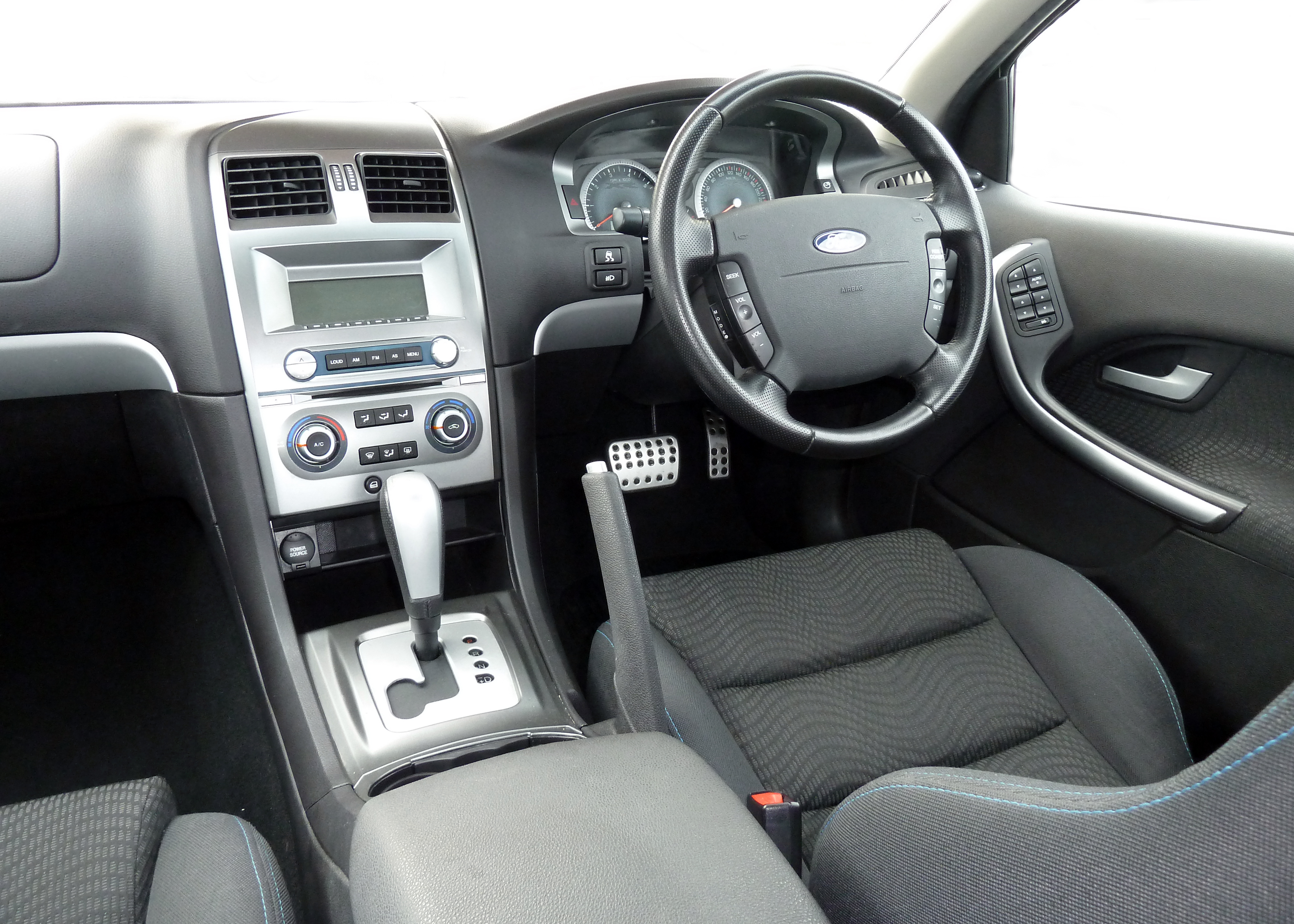
Interni della Ford BF Falcon XR6
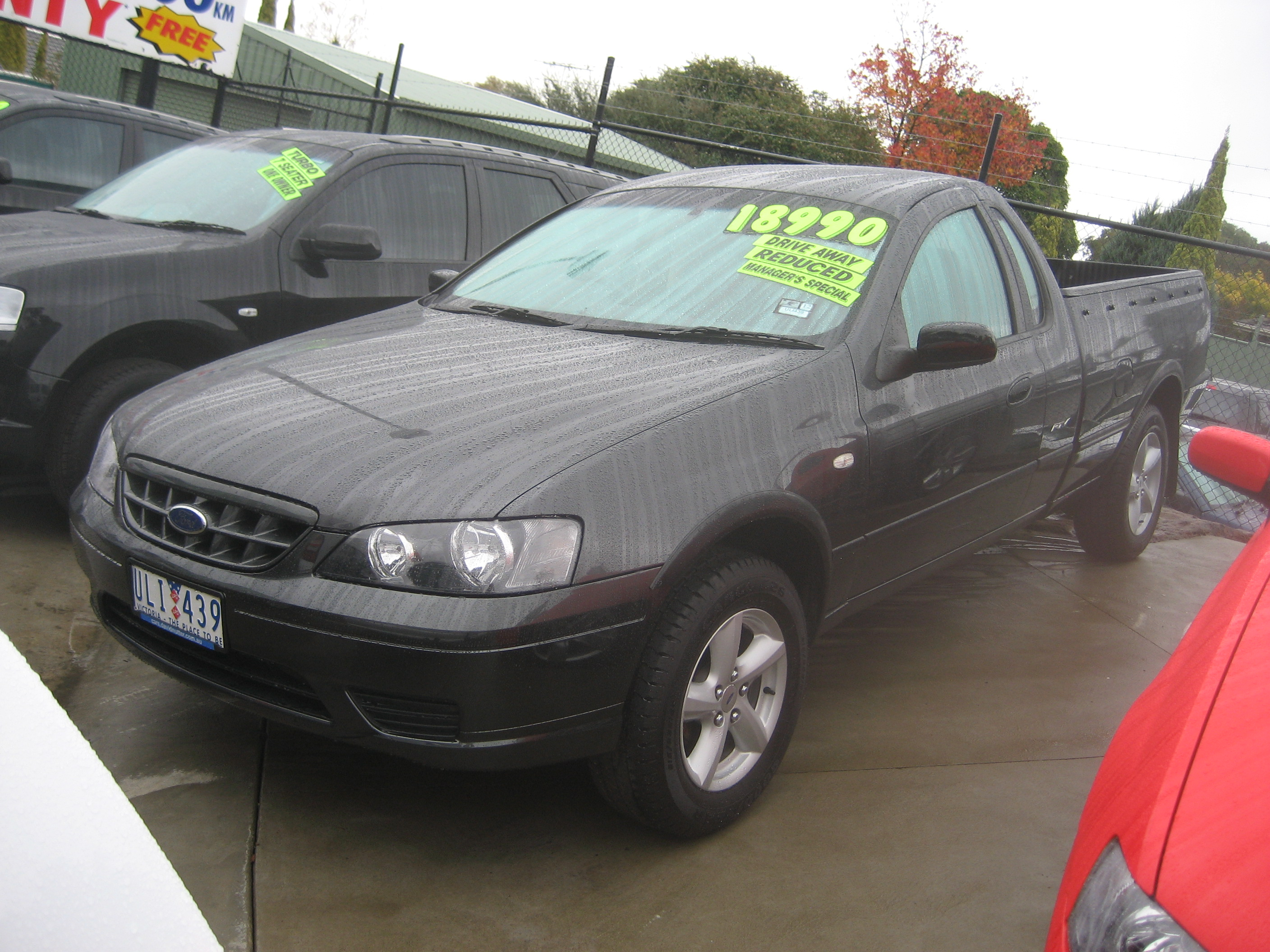
Una Ford BF Falcon UTE Mark I modello RTV

## Motori
Tutti i modelli sono disponibili, eccetto la XR8, con il 6 cilindri in linea bialbero "Barra" nelle versioni 190 (Falcon XT, Futura, Fairmont, Fairmont Ghia e Falcon XR6) e 245T (Falcon XR6 Turbo). Disponibile a richiesta per le due Fairmont il V8 Barra 230, mentre la sportivissima Falcon XR8 viene equipaggiata con il V8 bialbero Boss 260 (i numeri a fianco delle denominazioni indicano la potenza espressa in kilowatt).
Esiste una versione a GPL del 6 cilindri, denominata Barra 156 E-Gas, disponibile per Falcon XT, Futura e Fairmont (non Ghia), disponibile anche nelle versioni commerciali, abbinata esclusivamente all'automatico a 4 rapporti.
| Motore          | Cilindrata | Tipo di motore      | Alesaggio x Corsa | Distribuzione    | Rapporto di compressione | Potenza           | Coppia             |
| --------------- | ---------- | ------------------- | ----------------- | ---------------- | ------------------------ | ----------------- | ------------------ |
| Barra 190       | 3984 cm³   | 6 cilindri in linea | 92,26 x 99,31 mm  | DOHC, 24 valvole | 10,3:1                   | 258 CV @ 5250 rpm | 383 N·m @ 2500 rpm |
| Barra 156 E-Gas | 3984 cm³   | 6 cilindri in linea | 92,26 x 99,31 mm  | DOHC, 24 valvole | 10,3:1                   | 212 CV @ 4750 rpm | 370 N·m @ 2750 rpm |
| Barra 245T      | 3984 cm³   | 6 cilindri in linea | 92,26 x 99,31 mm  | DOHC, 24 valvole | 8,7:1                    | 333 CV @ 5250 rpm | 480 N·m @ 2000 rpm |
| Barra 230       | 5408 cm³   | 8 cilindri a V      | 90,2 x 105,8 mm   | SOHC, 24 valvole | 9,7:1                    | 313 CV @ 5350 rpm | 500 N·m @ 3500 rpm |
| Boss 260        | 5408 cm³   | 8 cilindri a V      | 90,2 x 105,8 mm   | DOHC, 32 valvole | 9,5:1                    | 354 CV @ 5250 rpm | 500 N·m @ 4000 rpm |
| Boss 302        | 5408 cm³   | 8 cilindri a V      | 90,2 x 105,8 mm   | DOHC, 32 valvole |                          | 411 CV            |                    |

## Trasmissioni
La Falcon XT berlina viene equipaggiata (l'unica della gamma) con un cambio manuale a 5 marce; la gamma XR ha il manuale a 6 marce. Il vecchio automatico a 4 marce equipaggia di serie la Falcon XT Wagon, la Futura e la Fairmont, mentre sulla XR6 aspirata è disponibile a richiesta; il nuovo automatico a 6 marce ZF è di serie solo sulla Fairmont Ghia, mentre lo possono ottenere con sovrapprezzo Futura (solo berlina), la gamma XR e la Fairmont.
Le Ute montano tutte il cambio manuale a 5 marce (tranne le XR6 Turbo e XR8, che fanno uso di un cambio manuale a 6 rapporti) e possono avere a richiesta l'automatico a 4 rapporti, disponibile a scelta con cloche sul pavimento o al volante.

## Modello Mark II

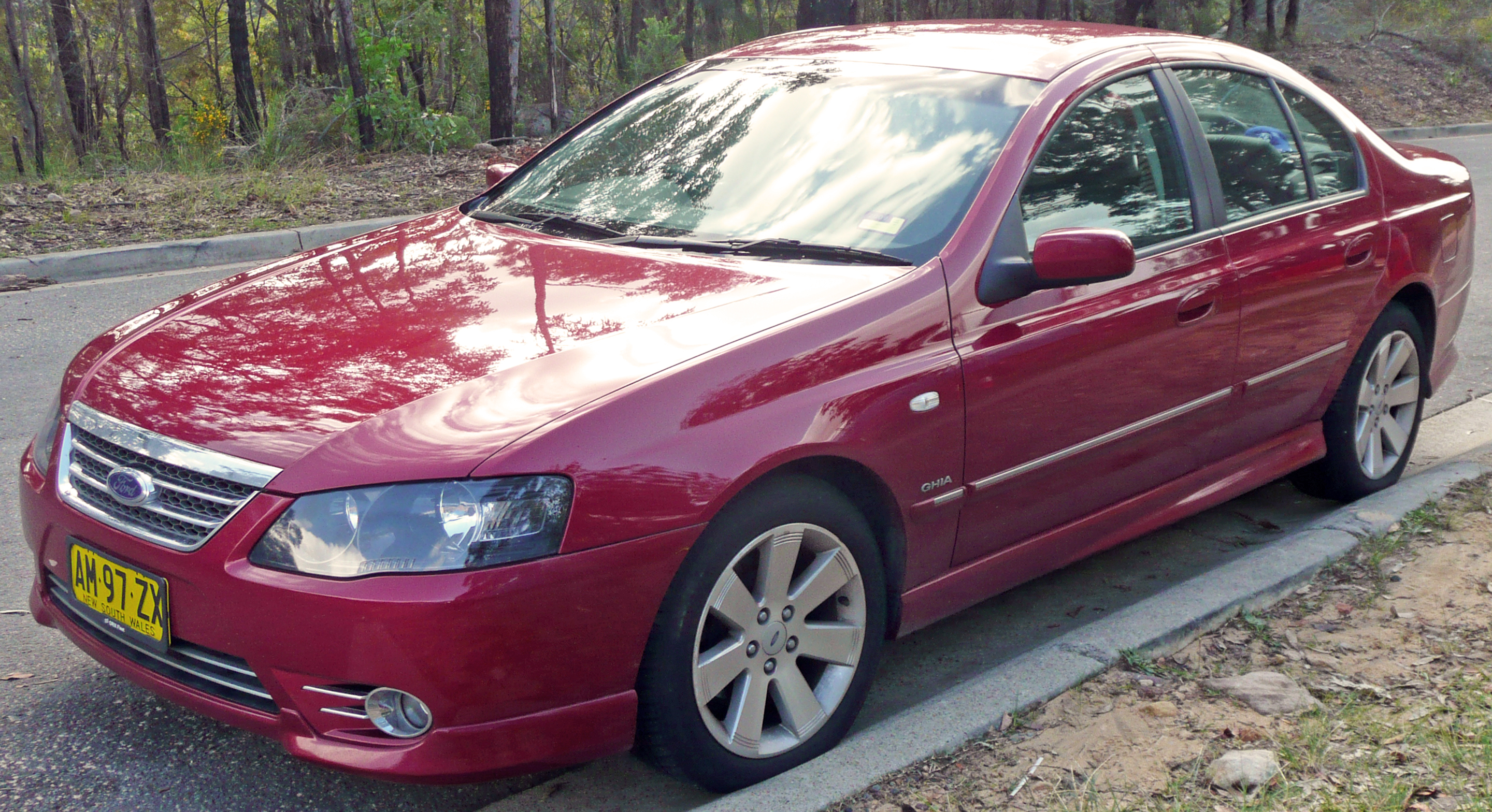
Un esemplare di Ford BF Falcon Fairmont Ghia Mark II

Il 22 ottobre 2006 viene lanciata una versione aggiornata della BF Falcon, denominata Mark II.
Le Falcon XT, Falcon Ute, Futura e Fairmont ricevono un nuovo frontale, più sportivo, con fari e mascherina diversi; quest'ultima è anche cromata sulle versioni più ricche. Arriva anche un nuovo paraurti, mentre la gamma XR riceve solo un lieve restyling agli interni. 
Negli ultimi mesi di produzione (dal luglio 2007 in poi) le versioni XR6, XR6 Turbo e XR8 hanno ricevuto un kit carrozzeria in edizione speciale dotato di inserti grigio scuro su paraurti e minigonne (disponibili da novembre del 2007 in poi), cerchi in lega da 18 pollici cromati con inserti di colore grigio, un climatizzatore e un impianto multimediale più avanzati. Le versioni XR6 potevano avere queste dotazioni solo in abbinamento al cambio automatico da 6 marce. In Nuova Zelanda le auto dotate del medesimo allestimento speciale erano conosciute come serie limitata "Rebel" con il logo Rebel cucito nei poggiatesta in pelle. 
Scompare dalla lista degli optional il V8 monoalbero Barra 230, tranne in Nuova Zelanda dove resta optional per la Fairmont Ghia; a partire dal mese di novembre la Falcon XR8 viene equipaggiata con un V8 Boss 302 da 410 CV e dotazioni lievemente riviste.

## Modello Mark III

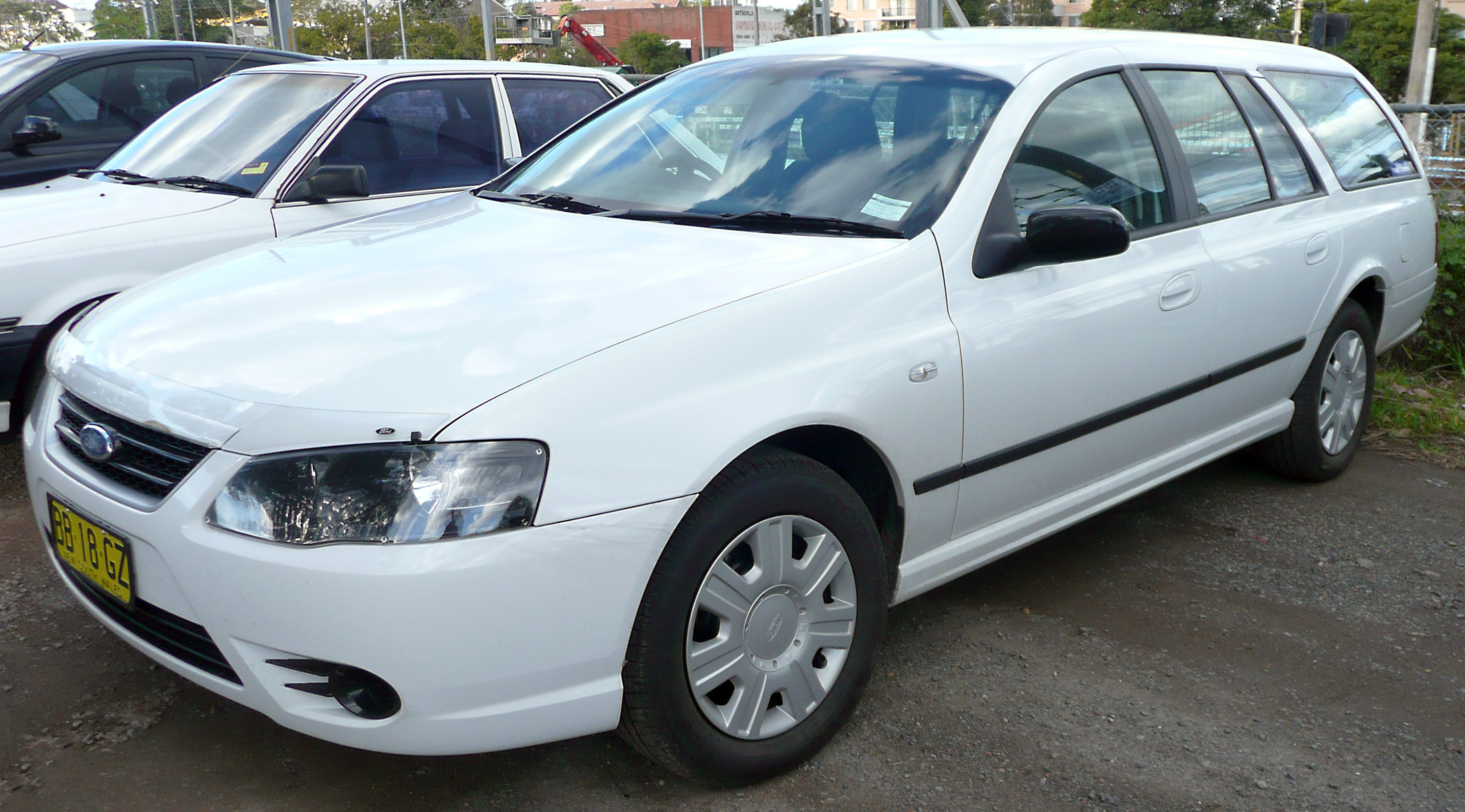
Ford BF Falcon Wagon XT Mark III

Nel 2008 avviene il lancio della Ford FG Falcon, che sostituisce i modelli berlina e pick-up della serie BF, tranne per la Wagon, per cui non è prevista alcun erede (gli unici veicoli che in parte ne prendono l'eredità sono il grande SUV Territory e la più piccola Mondeo station wagon).
Di conseguenza, per soddisfare le richieste di coloro che volevano una grossa station wagon Ford, la BF Falcon in versione giardinetta rimane a listino con una gamma ridotta all'osso: è disponibile solo la versione XT con i motori meno potenti; questa versione è rivolta perlopiù ad una clientela composta da flotte aziendali.
La Falcon Mk III ha ottenuto il controllo elettronico della stabilità (disponibile solo sui modelli a benzina), la chiave di apertura usata dalla serie successiva del modello, i profili in lega satinata per la griglia anteriore, i sedili "Warm Charcoal" e gli pneumatici Goodyear Excellence.
Ma nel 2010 anche questa versione lascia i listini, ponendo fine alla sesta serie di Falcon, l'ultima disponibile in versione station wagon.

## FPV

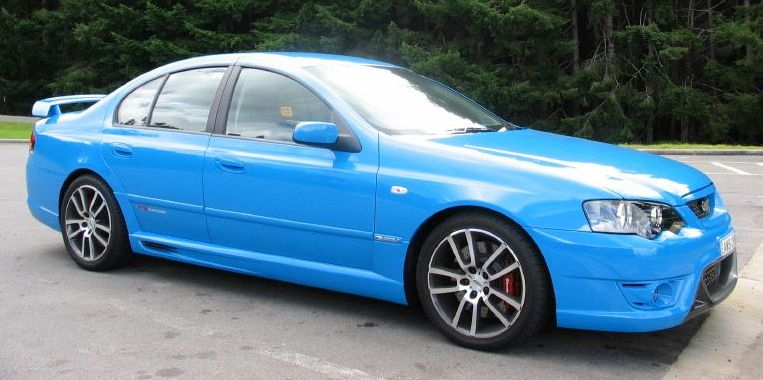
FPV F6 Typhoon

Non si registrano grandi cambiamenti nella gamma di supersportive con il passaggio dalla BA alla BF se non la disponibilità a richiesta del nuovo cambio automatico ZF, nuove ruote in lega e differenti bodykit: la gamma resta quindi composta dalle 6 cilindri F6 Typhoon (berlina) e F6 Ute (pick-up) e dalle 8 cilindri GT, GT-P, Pursuit e Super Pursuit (le ultime due pick-up). Con la Mark II si aggiungono due nuove versioni, Force 6 e Force 8, realizzate sulla base della Fairmont. Nel novembre 2007 FPV realizza una versione in tiratura limitata basata sulla Falcon XR8, denominata GT Cobra (berlina) e Cobra Ute (pick-up), spinta da una versione spinta del V8 che eroga 411 CV; oltre a ciò si aggiungono un differenziale a slittamento limitato, rapporti del cambio ravvicinati ed una verniciatura bianca con due strisce centrali blu.